# Àlvar I d'Urgell
Àlvar I de Cabrera i Urgell, també conegut per Rodrigo (Burgos, 1239 - Foix, Llenguadoc, 1268), fou comte d'Urgell i vescomte d'Àger (1243-1268) com a hereu del seu germà Ermengol IX, mort el mateix any de la seva coronació.

## Trajectòria
Fill de Ponç I d'Urgell i de Maria Girón, succeí el seu germà Ermengol IX el 1243. Quan va arribar a Catalunya el 1253, restà sota curadoria de Jaume de Cervera i canvià el seu nom real, Rodrigo, pel d'Àlvar. Aquell mateix any, es casà amb Constança de Montcada per imposició del rei Jaume I el Conqueridor. Però a Àlvar I no li agradà aquest enllaç i, el 1256, es casà de nou amb Cecília de Foix, fet que va finalitzar els litigis entre el casal d'Urgell i el casal de Foix, perquè aquests últims cediren als primers tots els drets que reivindicaven des d'Oliana fins a la Seu. Aquest doble matrimoni comportà un litigi entre ambdues mullers, en què de fet es debatia en quina òrbita acabaven caient les terres d'Urgell: si a la de Barcelona o a la de Foix. En el debat, hi va arribar a intervenir el mateix Ramon de Penyafort.
El novembre del 1259, Àlvar s'enfrontà amb el comte rei català pel seu incompliment dels deures de vassallatge. Les tropes del senescal Pere I de Montcada i d'Aragó respongueren ocupant Ponts, però la guerra ja s'havia acabat el maig del 1260.
El 1267, hi hagué una nova intervenció per part del comte rei, a causa del litigi matrimonial entre les dues dones que encara durava. Fou llavors quan Àlvar I s'exilià a Foix amb la seva segona muller, on va morir l'any següent. Junt amb la seva esposa Cecília, estan enterrats a Bellpuig de les Avellanes, tot i que en un sepulcre modern, ja que l'original fou venut després de la desamortització al museu The Cloisters de Nova York.

## Descendència
Amb Constança de Montcada, tingué Elionor d'Urgell, casada amb Sanxo d'Antillón.
Amb Cecília de Foix tingué tres fills més: Ermengol X, darrer comte de la casa Cabrera d'Urgell; Àlvar II d'Àger, vescomte d'Àger i Cecília d'Urgell, casada amb Jofre IV de Rocabertí.